# Anthonius Franciscus Bauduin
Anthonius Franciscus (Toon) Bauduin (Dordrecht, 20 juni 1820 - 's-Gravenhage, 7 juni 1885) was een Nederlands dirigerend officier van gezondheid eerste klasse en hoogleraar genees- en heelkunde in Japan.

## Familie
Dr. A.F. Bauduin was lid van het patricische geslacht Bauduin en was een zoon van Franciscus Dominicus Andreas Bauduin (1785-1846) en Maria Jacoba Masjon (1788-1850). Hij bleef ongehuwd. Zijn grootvader Dominique Bauduin (1742-1795) was eveneens arts en overleed te Dordrecht. Zijn broer Albertus Johannes Bauduin (1829-1890) was consul van Nederland in Japan, later secretaris van de Japanse Legatie te Den Haag en agent der Nederlandsche Handel-Maatschappij.

## Loopbaan

### Vroege loopbaan
Bauduin volgde de Rijks kweekschool voor militair geneeskundigen te Utrecht en werd op 22 augustus 1843 als bezoldigd kwekeling eerste klasse benoemd tot officier van gezondheid derde klasse voor het leger hier te lande. Hij promoveerde in 1845 aan de Universiteit van Groningen tot Medicinae Doctor en werd bij Koninklijk Besluit van 30 november 1847 nummer 86 bevorderd tot officier van gezondheid der tweede klasse bij de geneeskundige dienst der landmacht. Bij Koninklijk Besluit van 8 maart 1854 werd hij benoemd tot officier van gezondheid der eerste klasse aldaar. In september 1857 nam hij, samen met de officieren van gezondheid Gobée en Van Dommelen, namens het Nederlandse gouvernement deel aan het Ophthalmologisch Congres, dat van 13 tot 16 september in Brussel gehouden zou worden. Bauduin kreeg in september 1858 het Onderscheidingsteken voor Langdurige Dienst als officier met het cijfer XV toegekend; hij was toen al jaren werkzaam aan de Rijks Militaire Geneeskundige School als docent en arts. Hij was aldaar tevens de opvolger van professor F.C. Donders als docent in het vak fysiologie.

### Japanse dienst

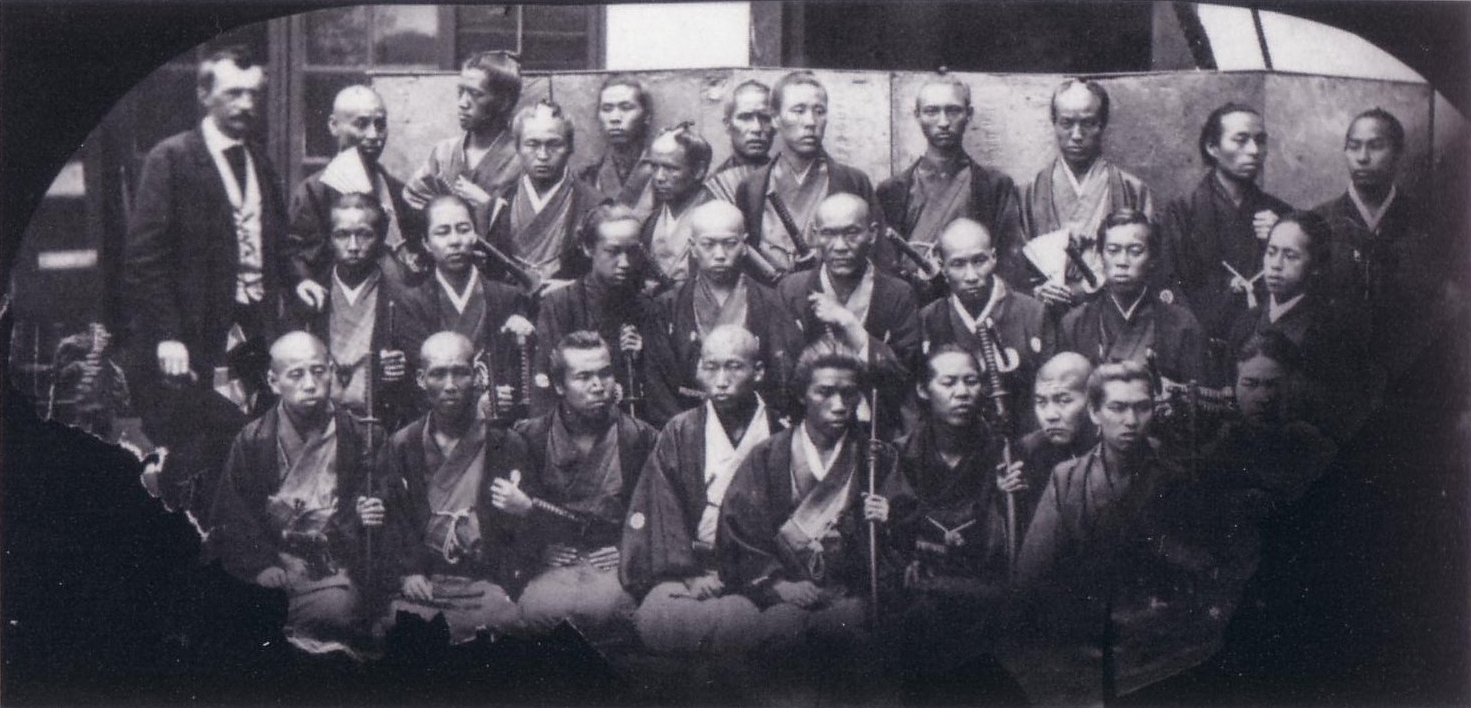
Bauduin en zijn Japanse studenten

Bauduin vertrok in augustus 1862 voor een drie en een halfjarig verlof naar Japan, waar hij in Japanse militaire dienst trad (vanaf 1 september 1862). Bij het Nederlandse leger zou hij gedurende deze tijd voor memorie gevoerd worden. In Japan werd hij aangesteld als hoofd van een geneeskundige school te Nagasaki, als opvolger van jhr. J. L. C. Pompe van Meerdervoort (1829-1908), die stichter was van deze school en eerder daaraan verbonden was geweest. Op 11 januari 1864 schreef Bauduin in een brief: Toen tijdens de onrust of liever de oorlogspaniek alhier (zie Bombardement van Shimonoseki), het Japanse gouvernement mij, in het belang van mijn persoonlijke veiligheid aanraadde en zelfs schriftelijk verlof gaf, om naar Holland terug te keren, heb ik dadelijk verklaard, zo lang op Decima te blijven, als er zich nog Hollanders bevonden. In mijn dienst is slechts een interruptie van 14 dagen geweest, waarna ik weer mijn betrekking in het hospitaal aanvaardde en de lessen met de overgebleven leerlingen voortzette. Thans is hun aantal weer tot dertig aangegroeid en neemt dit nog steeds toe. De keizerlijke leerlingen van Jedo zullen, als alles wel blijft, in het voorjaar ook terugkeren. In 1865 verlengde Z.M. het tijdvak gedurende welke Bauduin het vergund was zich tijdelijk in Japanse militaire dienst te begeven onder dezelfde voorwaarden met twee jaar. Na een kort verlof keerde Bauduin eind 1867 weer terug naar Japan. Hij gaf les in Osaka en aan de voorloper van de Universiteit van Tokyo. In 1870 keerde Toon Bauduin voorgoed naar Nederland terug.Bauduins verdere activiteiten in Japan behelsden onder meer de bouw van enige hospitalen en de organisatie van de militaire geneeskundige dienst.
Na terugkeer in Nederland werd hij eerst op non-activiteit gesteld, in maart 1873 in activiteit hersteld en geplaatst bij het groot rijkshospitaal te Utrecht. Bauduin was in april 1874 lid van de commissie tot het afnemen der geneeskundige examens en werd op 15 augustus 1880 benoemd tot dirigerend officier van gezondheid der tweede klasse. Hij verkreeg in april 1881 toestemming tot het aannemen en dragen der versierselen van het ereteken van de Orde van de Rijzende Zon, hem door de keizer van Japan geschonken. In oktober 1882 bracht de Japanse prins Arissouhotigara, oom van de keizer, een bezoek aan Den Haag, waar hij in Hotel Bellevue een diner gaf aan de leden van de Japanse delegatie; hierbij waren onder meer aanwezig Bauduin, A.J. Bauduin, consul van Japan in Den Haag en jhr. F. de Casembroot als adjudant van Z.M. De Koning. Bauduin was in deze jaren werkzaam als chef van het militair hospitaal te Den Haag en werd in augustus 1883 benoemd tot ridder in de Orde van de Nederlandse Leeuw. Op 22 augustus 1883 herdacht Bauduin zijn 40-jarige dienst als officier van gezondheid en werd hem te Den Haag door de aldaar in garnizoen zijnde officieren van gezondheid een diner aangeboden. In maart van het daarop volgend jaar vroeg en verkreeg hij eervol ontslag uit de dienst en verkreeg hij de titulare rang van dirigerend officier van gezondheid der eerste klasse. Bauduin overleed in juni 1885 na een ernstige ziekte.
Nadat in 1868 het gebied waar nu Uenopark ligt in handen kwam van de stad Tokio was het Bauduin die voorstelde om er een openbaar park van te maken. In dit park bevindt zich een buste in brons van Bauduin. Door een verwisseling heeft gedurende ongeveer 30 jaar de buste van zijn jongere broer A.J. Bauduin in het park gestaan. In 2006 is de juiste buste van Bauduin geplaatst.
Naast arts is Bauduin ook actief geweest als amateurfotograaf. Hij bouwde een atelier op het eiland Dejima in de baai van Nagasaki. Naast portretten van bezoekers aan het eiland en Japanse kennissen maakte hij foto's van landschappen in de omgeving van Nagasaki. Hij liet een groot aantal foto's na in een aantal albums waarvan enige van Japans papier. Na een brand in het huis waar deze waren opgeslagen werden ze zoveel mogelijk schoongemaakt in het Prentenkabinet van de Universiteit Leiden, waar de foto's enige jaren in bruikleen werden bewaard. Eind vorige eeuw werden ze aan de familie teruggegeven. Drie albums en een groot deel van de ca. 800 foto's werden overgedragen aan de Universiteit van Nagasaki op de web-site waarvan ze zijn te zien. Een klein deel ging naar het Rijksmuseum te Amsterdam.

## Afbeeldingen

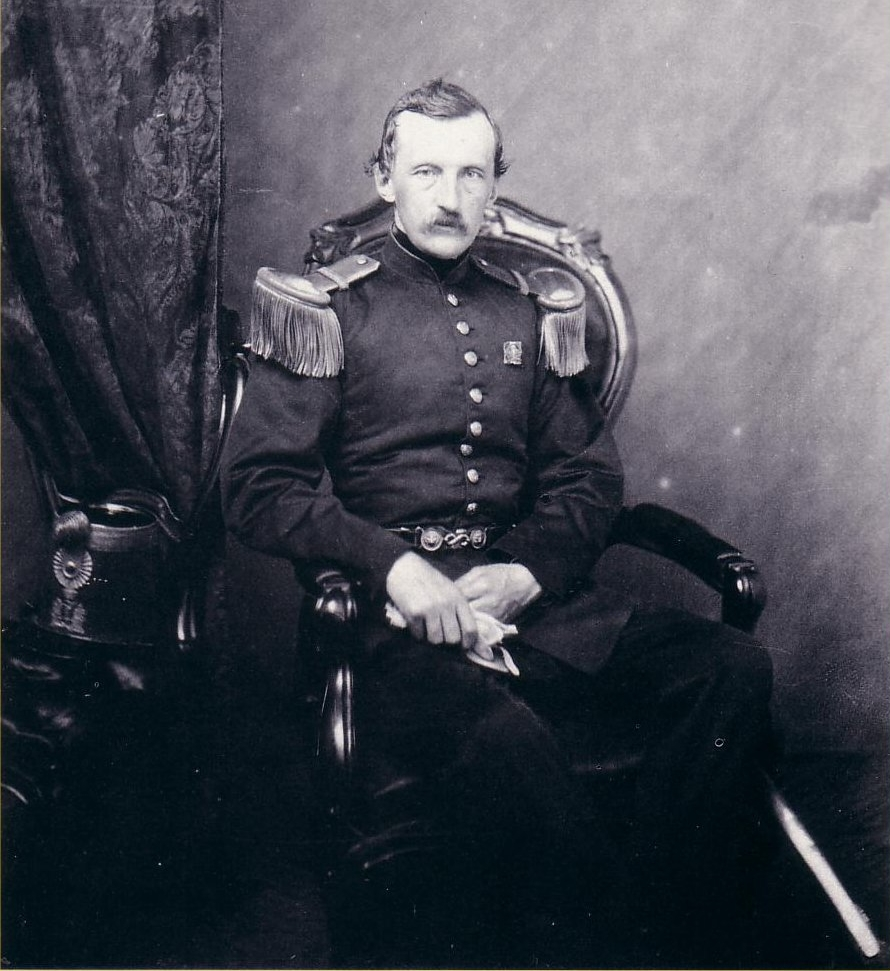
zelfportret van Anthonius Franciscus Bauduin, Dejima ca.1865,
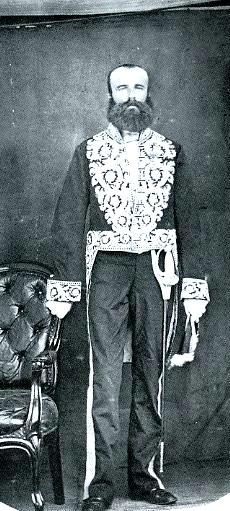
Portret van Dirk de Graeff van Polsbroek, door Bauduin, Dejima, ca. 1865
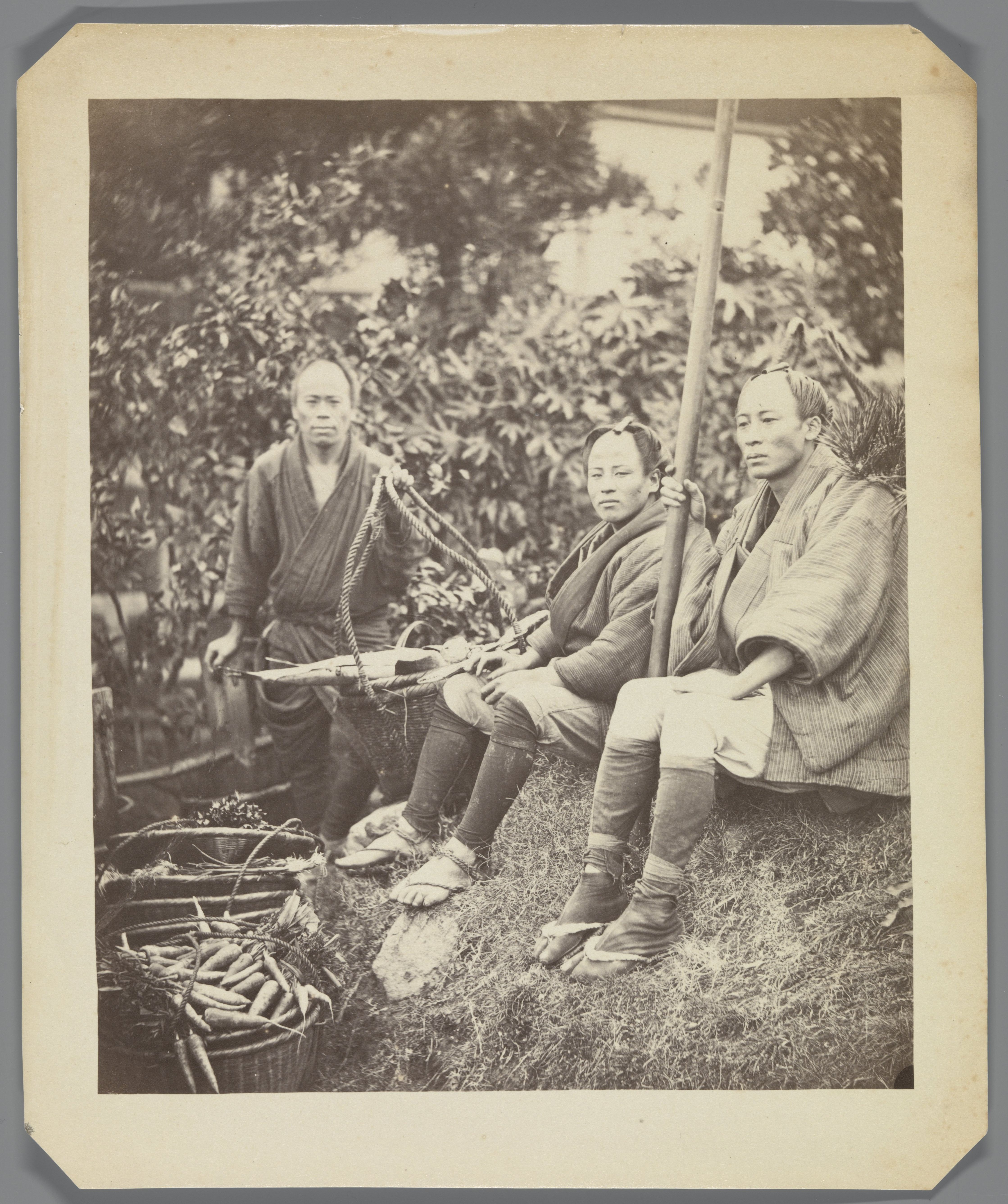
Drie Japanse boeren (ca. 1865), door Bauduin